# L'Assassinat du duc de Guise
L'Assassinat du duc de Guise é um curta-metragem francês dirigido por André Calmettes e Charles Le Bargy lançado em 1908, roteirizado por Henri Lavedan e com trilha sonora composta por Camille Saint-Saëns.

## Enredo
O filme relata um famoso episódio histórico, ocorrido dia de 23 de dezembro de 1588, durante o qual Henrique I de Guise, duque de Guise, rival do Rei Henrique III, foi convocado pelo Rei para ir ao Castelo de Blois, onde foi assassinado após ordens do rei.

## Produção
O curta-metragem foi um dos primeiros e mais bem-sucedidos filmes a serem feitos pela Le Film d'Art, uma empresa francesa de produção cinematográfica fundada em 1907 com a intenção de fazer filmes que ganhariam o respeito da elite cultural e que levariam grandes públicos aos cinemas.  O roteiro foi escrito especialmente para o cinema por Henri Lavedan, mas suas figurinos e encenação seguiram a tradição histórica do teatro francês.
O filme contém técnicas narrativas mais elaboradas dos filmes lançados naquela época. Embora consista em apenas nove planos, com atuação e encenação teatrais em vez de cinematográficas, apresenta elementos suficientes de uma história que pode ser entendida por conta própria. Ele faz isso através da continuidade da ação e do espaço. Antes e incluindo o assassinato, a câmera segue os movimentos do personagem principal em cinco tomadas separadas, por três salas separadas e vice-versa. Outros elementos eram teatrais em vez de fílmicos, como cenários com cenários pintados e a única posição estacionária da câmera para cada cena, reminiscente de um assento no andar principal, não muito longe do "palco".
Calmettes e le Bargy eram ambos atores eminentes,  sendo le Bargy um membro da Comédie-Française.

## Elenco
- Charles le Bargy como Henrique III de França
- Albert Lambert como Henrique I de Guise
- Gabrielle Robinne como Marquesa de Noirmoutier
- Berthe Bovy como Le page
- Jean Angelo
- Albert Dieudonné
- Huguette Duflos
- Raphaël Duflos
- Charles Lorrain
- Rolla Norman

## Estreia
A estreia foi realizada na Salle Charras em 17 de novembro de 1908. O tom foi alto o tempo todo, condizente com um filme de arte.

## Recepção
O sucesso do filme na França inspirou outras companhias a fazerem filmes semelhantes, inaugurando assim um gênero que acabou ficando conhecido como filmes 'de arte', levando o nome da principal produtora; um gênero caracterizado pela teatralidade elaborada em cenários, figurinos e atuação, e associado a dramas históricos relacionados a personagens nobres.
L'Assassinat du duc de Guise foi lançado nos Estados Unidos pela Pathé Frères em 17 de fevereiro de 1909. Não há indícios de estreia especial para o programa. Em Moving Picture World, Pathé simplesmente anunciou o filme como um de seus lançamentos "dramáticos" atuais, com um comprimento de 853 pés, consideravelmente mais curto do que a versão para a qual Saint-Saëns havia composto sua trilha; e a empresa retirou o filme de suas listas cinco semanas depois. Não há registro de que a partitura tenha sido ouvida nos Estados Unidos naquela época.
Recebeu atenção considerável dos críticos por causa da reputação de seus criadores e equipe. Muitos críticos observaram que, com a base do filme na história francesa, o filme pode atrair a classe alta, mas o espectador americano médio pode não ser capaz de acompanhar o enredo. Ao comparar o filme com o drama histórico americano contemporâneo, muitos críticos consideraram que L'Assassinat du duc de Guise tinha melhor fotografia, melhor atuação e melhor construção dramática.